# Bazalt
Bazalt es una empresa rusa de manufactura de armas, que continúa la producción de armas como el RPG-7 después del colapso de la URSS, y que ahora fabrica entre otros el ya mencionado RPG-7 o el RPG-32.